# Cziriel Antal
Cziriel Antal (Csíkszentgyörgy, 1813. december 2. – Székelyudvarhely, 1873. június 2.) teológiai doktor, gimnáziumi igazgató.

## Élete
A teológiát a bécsi Pázmáneumban végezte, 1841-től az Augustineumban folytatta tanulmányait. 1838. szeptember 30-án szentelték pappá. Erdélybe hazatérve 1842-ben Marosvásárhelyen volt tanár, 1844-től Gyulafehérváron tanított egyháztörténetet és jogtudományt, 1850-től Brassóban volt tanár, 1853-ban Aranyosbányán volt plébános, 1856-tól kezdve pedig gimnáziumi igazgató Székelyudvarhelyen.
Egyházi beszédei a Veszely Károly szerkesztette Erdélyi Katholikus Hitszónok című gyűjteményes munkában jelentek meg.